# Marco Benfatto
Marco Benfatto (Camposampiero, 6 januari 1988) is een Italiaans wielrenner die laatstelijk reed voor Bardiani-CSF-Faizanè. Daarvoor reed hij twee seizoenen bij Continental Team Astana, de opleidingsploeg van Astana Pro Team. In 2012 liep hij stage bij Liquigas-Cannondale.

## Overwinningen
2006
4e etappe Ronde van Toscane, Beloften
2012
1e etappe Ronde van Friuli-Venezia Giulia
2e etappe deel A Girobio
2014
5e etappe Ronde van Normandië
2e en 4e etappe Ronde van het Qinghaimeer
2016
2e en 3e etappe Ronde van Bihor
Puntenklassement Ronde van Bihor
1e, 2e en 6e etappe Ronde van China I
Puntenklassement Ronde van China I
1e, 4e en 5e etappe Ronde van China II
Eind- en puntenklassement Ronde van China II
2017
5e etappe Ronde van China I
3e en 4e etappe Ronde van China II
2018
4e etappe Ronde van Venezuela
3e en 5e etappe Ronde van China I
7e etappe Ronde van Hainan
2019
1e etappe Ronde van Táchira
8e etappe Ronde van Langkawi
1e en 5e etappe Ronde van China I
Puntenklassement Ronde van China I
1e en 2e etappe Ronde van China II
1e en 6e etappe Ronde van het Taihu-meer

## Ploegen
- 2012 –  Liquigas-Cannondale (stagiair vanaf 1-8)
- 2013 –  Continental Team Astana
- 2014 –  Continental Team Astana
- 2015 –  Androni Giocattoli-Sidermec [a]
- 2016 –  Androni Giocattoli-Sidermec
- 2017 –  Androni-Sidermec-Bottecchia
- 2018 –  Androni Giocattoli-Sidermec
- 2019 –  Androni Giocattoli-Sidermec
- 2020 –  Bardiani-CSF-Faizanè

1. ↑  Tot april heette de ploeg Androni Giocattoli-Venezuela, maar na het aantrekken van Sidermec als cosponsor werd de naam veranderd.